# المنظمة الأوروبية لبراءات الاختراع
المنظمة الأوروبية للبراءات (EPOrg)  هي منظمة دولية عامة أُنشئتها الدول المتعاقدة عام 1977 لمنح براءات الاختراع في أوروبا بموجب اتفاقية براءات الاختراع الأوروبية (EPC) لعام 1973. وهي تختلف عن المكتب الأوروبي للبراءات. يقع مقر المنظمة الأوروبية للبراءات في ميونيخ، ألمانيا، وتتمتع باستقلال إداري ومالي. المنظمة مستقلة عن الاتحاد الأوروبي، وتضم جميع الدول الأعضاء في الاتحاد الأوروبي البالغ عددها 27 دولة بالإضافة إلى 12 دولة أوروبية أخرى.

## الأعضاء

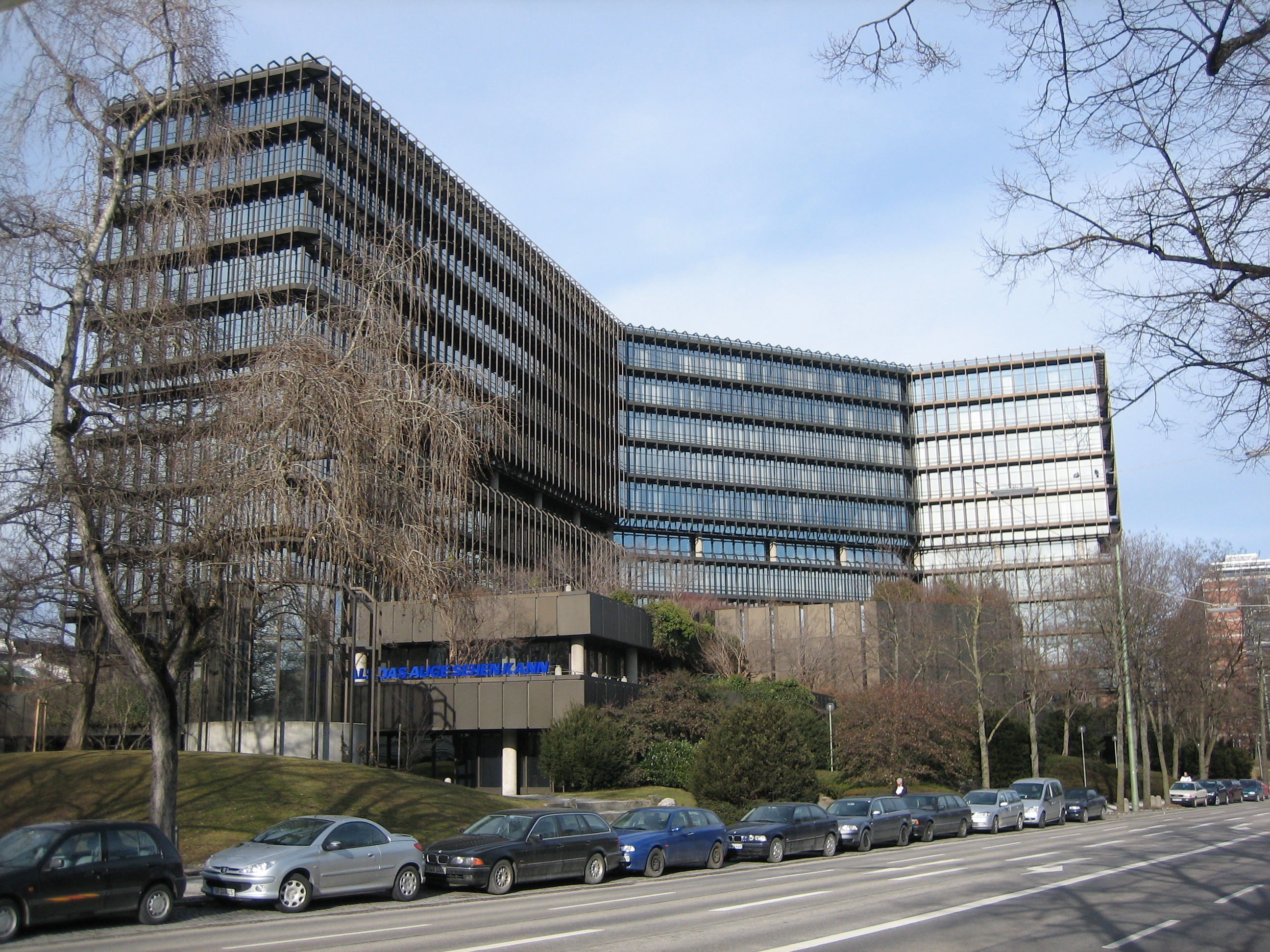
المقر الرئيسي لمكتب براءات الاختراع الأوروبي في ميونيخ

تتكون المنظمة الأوروبية للبراءات من جهازين: المكتب الأوروبي للبراءات وهو جهازها التنفيذي،  والمجلس الإداري، جهازها الإشرافي، بالإضافة إلى هيئتها التشريعية إلى حد محدود. وتقع السلطة التشريعية الفعلية لمراجعة اتفاقية براءات الاختراع الأوروبية على عاتق الدول المتعاقدة نفسها عند اجتماعها في مؤتمر الدول المتعاقدة.
مجالس الاستئناف لا تشكل جهازًا مستقلًا عن المنظمة ولكنها مدمجة في المكتب الأوروبي لبراءات الاختراع، وهي مكلفة بدور السلطة القضائية المستقلة. وعليه فإن المنظمة الأوروبية لبراءات الاختراع هي منظمة دولية "مصممة على غرار نظام الدولة الحديث وتستند إلى مبدأ فصل السلطات ".

### المكتب الأوروبي لبراءات الاختراع
يفحص المكتب الأوروبي لبراءات الاختراع طلبات براءات الاختراع المقدمة من مواطني الدول الأوروبية ويمنحها بموجب الاتفاقية الأوروبية لبراءات الاختراع. يقع مقر المكتب الرئيسي في ميونيخ، ألمانيا، وله فرع في رايسفايك (بالقرب من لاهاي، هولندا )، ومكاتب فرعية في برلين، ألمانيا، وفيينا، النمسا، ومكتب اتصال في بروكسل، بلجيكا.

### المجلس الإداري
يتألف المجلس الإداري من ممثلين وممثلين بدلاء للدول المتعاقدة وهو مسؤول عن الإشراف على عمل المكتب الأوروبي للبراءات، والتصديق على الميزانية والموافقة على أعمال رئيس المكتب.  ويضطلع المجلس أيضًا بمَهمّة تعديل قواعد اتفاقية البراءات الأوروبية وبعض الأحكام الخاصة ببنود اتفاقية البراءات الأوروبية.
اعتبارًا من عام 2019، أصبح رئيس المجلس الإداري هو جوزيف كراتوشفيل.  

## الوضع القانوني
تتمتع المنظمة الأوروبية للبراءات بصفة قانونية، ويمثلها رئيس المكتب الأوروبي للبراءات.

## الدول الأعضاء، ودول التمديد، ودول التحقق
اعتبارًا من أكتوبر 2022، بلغ عدد الدول المتعاقدة في اتفاقية البراءات الأوروبية 39 دولة، وهي أيضًا الدول الأعضاء في المنظمة الأوروبية للبراءات، وهي: ألبانيا، النمسا، بلجيكا، بلغاريا، كرواتيا، قبرص ، جمهورية التشيك، الدنمارك، إستونيا، فنلندا، فرنسا، ألمانيا، اليونان، المجر، أيسلندا، أيرلندا، إيطاليا، لاتفيا، ليختنشتاين، ليتوانيا، لوكسمبورج، مالطا، موناكو، الجبل الأسود، هولندا، مقدونيا الشمالية، النرويج، بولندا، البرتغال، رومانيا، سان مارينو، صربيا، سلوفاكيا، سلوفينيا، إسبانيا، السويد، سويسرا، تركيا، والمملكة المتحدة. أي أن جميع الدول الأعضاء في الاتحاد الأوروبي أعضاء أيضًا في المنظمة الأوروبية لبراءات الاختراع، بالإضافة إلى ألبانيا، وأيسلندا، وليختنشتاين، وموناكو، والجبل الأسود، ومقدونيا الشمالية، والنرويج، وسان مارينو، وصربيا، وسويسرا، وتركيا، والمملكة المتحدة. وكانت الجبل الأسود آخر دولة عضو تنضم إلى الاتفاقية الأوروبية لبراءات الاختراع، حيث انضمت في 1 أكتوبر 2022. 
البوسنة والهرسك ليست دولة متعاقدة في اتفاقية البراءات الأوروبية ولكنها وقعت اتفاقية تمديد بموجبها تُمدّد الحماية الممنوحة من خلال طلبات براءات الاختراع الأوروبية وبراءات الاختراع إلى الدولة المعنية. كانت سلوفينيا ورومانيا وليتوانيا ولاتفيا وكرواتيا ومقدونيا الشمالية وألبانيا وصربيا والجبل الأسود دول تمديد قبل الانضمام إلى اتفاقية البراءات الأوروبية.
ثمة دول تعرف بـ "دول المصادقة"، وهي ليست دولًا متعاقدة في اتفاقية البراءات الأوروبية، ولكنها وقّعت اتفاقيات مصادقة تعمل على نحوٍ مماثل لاتفاقيات التمديد لتوسيع نطاق حماية طلبات براءات الاختراع الأوروبية وبراءات الاختراع الأوروبية. أصبحت المغرب، ومولدوفا، وتونس، وكمبوديا، وجورجيا دول مصادقة في 1 مارس/آذار 2015، و1 نوفمبر/تشرين الثاني 2015، و1 ديسمبر/كانون الأول 2017، و1 مارس/آذار 2018، و15 يناير/كانون الثاني 2024، على التوالي.       

## روابط خارجية
- الموقع الرسمي

قالب:European Patent Organisation